# Uraka Sančes
Uraka Sančes (šp. Urraca Sánchez) (? ― 956.) bila je pamplonska infantkinja (šp. infanta) te leonska kraljica.
Njen otac je bio kralj Pamplone Sančo Garses I (šp. Sancho Garcés I), a majka joj je bila kraljica Pamplone Toda Asnares.
Uraka i njene sestre Sanča Sančes i Oneka Sančes su sve postale kraljice Leona u Španiji.
Urakin muž, za kojeg se udala 932. godine, bio je kralj Ramiro II od Leona. Bila mu je druga supruga.

## Deca
Deca Urake i Ramira:
- Sančo I od Leona (Sančo Debeli)
- Elvira Ramires

## Smrt i pokop
Kraljica Uraka je umrla 956. godine. Nadživela je muža, a pokopana je u katedrali u Ovijedu, tačnije, u kapeli posvećenoj Mariji, Isusovoj majci (šp. Nuestra Señora del Rey Casto).
Njena majka ju je nadživela, umrevši 958.